# Юницын, Борис Алексеевич
Борис Алексеевич Юницын — советский хозяйственный, государственный и политический деятель.

## Биография
Родился в 1928 году в деревне Тимошино. Член КПСС.
Окончил Архангельское мореходное училище, Ленинградское высшее мореходное училище.
До 1960 — на различных должностях плавсостава Балтийского государственного морского пароходства.
В 1960—1973 — начальник службы судового хозяйства, главный инженер, секретарь парткома Балтийского морского пароходства.
В 1973—1978 — начальник Балтийского морского пароходства.
В 1978—1991 — заместитель министра морского флота СССР.
Делегат XXV съезда КПСС.
За создание и внедрение на морских транспортных судах типового комплекса систем автоматизации технических средств «Залив» для решения социально-экономических задач развития флота был в составе коллектива удостоен Государственной премии СССР в области науки и техники 1981 года.
Живёт в Москве.

## Награды
- Орден Трудового Красного Знамени (02.04.1981)
- Орден Дружбы народов (03.07.1986)